# باشگاه فوتبال هادلی
باشگاه فوتبال هادلی (به انگلیسی: Hadley Football Club) یک باشگاه فوتبال در شهر پوترز بار، کشور انگلستان است که در سال ۱۸۸۲ میلادی تأسیس شده‌است.